# Corduliidae
Los cordúlidos (Corduliidae) son una familia de odonatos anisópteros conocidos como libélulas esmeralda. Estos insectos reciben su nombre debido a sus deslumbrantes ojos verdes. Son libélulas de color normalmente negro o marrón oscuro con áreas de verde o amarillo metálicos, y la mayoría tienen grandes ojos color esmeralda. Las ninfas son negras, de aspecto peludo, y normalmente semiacuáticas.
Se encuentran casi en todo el mundo; no obstante, algunas especies individuales son bastante raras. La libélula esmeralda de Hine (Somatochlora hineana), por ejemplo, es una especie en peligro de extinción en los Estados Unidos.

## Taxonomía
Se reconocen los siguientes géneros:
- Aeschnosoma Selys, 1870
- Antipodochlora Fraser, 1939
- Cordulia Leach, 1815
- Cordulisantosia Fleck & Costa, 2007
- Dorocordulia Needham, 1901
- Epitheca Burmeister, 1839
- Guadalca Kimmins, 1957
- Helocordulia Needham, 1901
- Hemicordulia Selys, 1870
- Heteronaias Needham & Gyger, 1937
- Metaphya Laidlaw, 1912
- Neurocordulia Selys, 1871
- Paracordulia Martin, 1906
- Pentathemis Karsch, 1890
- Procordulia Martin, 1907
- Rialla Navás, 1915
- Somatochlora Selys, 1871
- Williamsonia Davis, 1913